# Johannesgemeinschaft (Säkularinstitut)
Die Johannesgemeinschaft ist eine von Hans Urs von Balthasar und Adrienne von Speyr 1944 gegründete, approbierte römisch-katholische Weltgemeinschaft (Säkularinstitut). Sie besteht aus einem Frauenzweig, einem laikalen Männerzweig und einem Priesterzweig.

## Geschichte
Hans Urs von Balthasar gehörte zunächst ab 1929 der Gesellschaft Jesu an und empfing 1936 die Priesterweihe als Ordenspriester. 1940 wurde er zum Studentenseelsorger von Basel und taufte am Allerheiligenfest 1940 die Konvertitin  Adrienne Kaegi-von Speyr (1902–1967), die Gattin des Basler Ordinarius für Mittlere und Neuere Geschichte Werner Kaegi (1901–1979). Die Begegnung mit dieser Basler Ärztin und Mystikerin prägte ihn so sehr, dass er mit ihr gemeinsam die Johannesgemeinschaft gründete. Da der Jesuitenorden ihn nicht für die Aufgaben innerhalb des Instituts freistellte und ihm der Provinzial jede weitere Zusammenarbeit mit Adrienne von Speyr sowie die Gründung einer neuen religiösen Gemeinschaft verbot, trat Balthasar 1950 aus der Gesellschaft Jesu aus.
In der Zwischenzeit gründete er zur Publizierung der Werke Adrienne von Speyrs 1947 gemeinsam mit seinem Freund Joseph Fraefel den „Johannesverlag Einsiedeln“. Dieser ist bis heute ein Werk der Johannesgemeinschaft. Im gleichen Jahr erfolgte auch die generelle kirchenrechtliche Zulassung der Säkularinstitute durch Papst Pius XII. mit der Apostolischen Konstitution Provida mater ecclesia.
Der Sitz des Johannesverlages Einsiedeln ist heute Freiburg im Breisgau. Das Hans-Urs-von-Balthasar-Archiv befindet sich in Basel.

## Aktueller Stand
Die Mitglieder aller drei Zweige (Priester, Frauen, Männer) sind in verschiedenen europäischen Ländern und in Amerika tätig, die Laien vorwiegend in weltlichen Berufen.

## Namensgleichheit
Bei der Gemeinschaft vom heiligen Johannes, eine 1986 in Frankreich gegründete Ordensgemeinschaft von Mönchen und Nonnen, handelt es sich trotz Namensähnlichkeit um eine andere kirchliche Gemeinschaft.